# 방통
방통(龐統, 179년 ~ 214년)은 중국 후한 말 전략가다. 자는 사원(士元), 별호는 봉추(鳳雛), 시호는 정후(靖侯)다. 형주 남군 양양현(襄陽縣) 사람으로, 인물평의 대가이면서도 제왕을 곁에서 모실 인물로 여겨졌다. 유비군의 군사적인 전략을 관장했으며, 익주를 탈취하라고 제안하여 유비의 입촉을 수행하였다. 낙성을 포위 공격하던 중 유시에 맞아 젊은 나이에 전사했다.
소설 《삼국지연의》에서는 추남에, 낙봉파에서 전사하는 것으로 설정되었다.

## 생애

### 작은 날개
어린 시절 순박하고 둔하여 알아봐주는 이가 없었는데도 삼촌 방덕공만은 중하게 여겼다. 18살이 되어 방덕공과 친밀했던 사마휘에게 평가를 받으러 갔다. 사마휘는 영천군 사람으로 청아하면서도 사람을 보는 눈이 있었다. 사마휘는 나무 위에서 뽕을 따고 방통은 아래에 앉아 밤까지 대화를 나누었다. 사마휘는 방통을 높게 평했고 이로써 점차 이름이 알려져 남군에서 공조(功曹)로 일했다.
남군은 주유가 조인을 몰아내고 점유했다가 유비가 다스리게 되었다. 방통은 계양군 뇌양현령으로 전임됐는데 잘 다스리지 않아 면직되었다. 노숙과 제갈량은 방통을 촌구석이 아닌 주로 불러들여야 한다고 주장했고, 유비가 직접 만나보고는 큰 그릇이라 판단해 치중종사(治中從事)로 삼았다. 친밀하게 대우 받음이 제갈량에 버금가서 얼마 안 가 제갈량과 아울러 군사중랑장(軍師中郞將)에 올랐다.

### 서촉으로
방통이 유비를 설득하길 "형주는 황폐해졌고 동쪽에는 손권이, 북쪽에는 조조가 있어 정족지계(鼎足之計), 즉 세발솥 다리의 계획을 이루기가 어렵습니다. 현재 익주는 부유해서 인구와 병마, 산출되는 물자가 매우 많으니 이를 취해서 대사를 펼쳐야 합니다." 라고 했다. 유비가 "현재 나에게 있어 물과 불 같은 자는 조조요. 조조가 쪼이면 나는 풀어주었고, 조조가 사나우면 나는 인자했고, 조조가 농간을 부리면 나는 진실로 대했소. 매번 조조와 반대로 행동하여 일을 이룰 수 있었소. 작은 이유 때문에 천하의 신의를 잃는 것은 취할 바가 아니오." 라고 답하자 방통은 "난세는 한 가지 방법만으로는 헤쳐 나갈 수 없습니다. 약하면 겸병하고 혼매하면 공격하는 것은 오패도 했던 일입니다. 어긋난 도리로 가지되 바른 도리로 다스리고, 유장에게도 의(義)로써 보답하여 큰 나라에 봉한다면 어찌 신의를 저버렸다 하겠습니까? 오늘 확보하지 않으면 끝내는 다른 사람의 이익만 될 뿐입니다." 라고 재차 청했다. 유비가 마침내 행하였다.
211년(건안 16년) 유비가 익주목 유장의 요청에 따라 한중의 장로를 정벌한답시고 촉으로 들어갔다. 제갈량은 남아서 본거지를 진수(鎭守)하고 방통은 유비를 수행했다. 유장이 광한군 부현(涪縣)으로 나와 환대하였다. 장송, 법정, 방통이 병력을 소모할 것 없이 여기서 바로 유장을 잡자고 권하였지만 유비는 이제 막 타국에 와서 은혜와 신의를 드러내지 못했다며 중대한 일이므로 서둘러서는 안 된다고 하였다.

### 상중하책
유장은 성도로 돌아가고, 유비는 가맹현(葭萌縣)으로 올라간 후 한중을 치려 했다. 방통이 유장부터 무찔러야 한다며 상·중·하책을 제시했다. “상책, 은밀히 뽑은 정예병들을 데리고 밤낮으로 내달려 곧장 성도를 습격하십시오. 유장은 무략이 없을 뿐더러 대비도 없을 테니 대군으로 들이닥치면 한번에 평정할 수 있습니다. 중책, 양회와 고패는 유장의 명장으로 각각 강력한 병사로 관두(關頭)를 지키고 있습니다. 듣건대 이들은 장군을 형주로 돌려보내라고 여러 차례 간언했다 합니다. 장군께서는 그들에게 형주가 위급하여 구하러 간다 알리고 행장을 꾸려 돌아가는 척 꾸미십시오. 그들은 틀림없이 좋아하며 가벼운 차림으로 만나러 올 것입니다. 그대로 그들을 붙잡고 그 군대를 차지하여 성도로 향하십시오. 하책, 백제성으로 물러나 형주와 연대하여 서서히 일을 강구하십시오. 선택 가능한 수는 이상과 같으며 만일 망설이기만 한다면 장차 큰 곤경에 처할 것입니다.” 유비는 중책을 추진하여 민심부터 휘어잡았다. 212년, 양회와 고패의 목을 베고 성도로 남진하였다.

### 봉황 추락
지나는 곳마다 승리를 거두어 유비는 부성에서 대연회를 개최하였다. 술을 차리고 음악을 울리며 즐거워하자 방통이 “남의 나라를 침공하고 즐거워한다면 어진 사람의 군대가 아닙니다.”라고 말했다. 유비는 술에 취하여 “주나라 무왕의 군대가 주(紂)를 토벌하며 앞에서는 노래 부르고 뒤에서는 춤을 추었으니 어진 사람이 아니겠구려? 경의 말은 맞지 않소. 당장 일어나 나가시오!”라고 노여워하였다. 방통이 머뭇거리며 물러났다. 유비가 곧 후회하여 돌아올 것을 청했다. 방통이 원래 자리로 돌아와 태연히 먹고 마셨다. 유비가 방금 전에 누가 잘못했는지 물었다. 방통은 군신(君臣)이 함께 잘못한 것이라 대답했고 유비는 크게 웃으며 처음처럼 연회를 즐겼다.
계속 진군하여 유순, 유괴, 장임이 방어하는 낙현(雒縣)을 포위하고 공성전을 벌였다. 약 1년이 지난 214년 유시(流矢)에 맞아 36세의 나이로 사망하였다. 유비가 몹시 애석해하며 눈물을 흘렸다. 훗날 방통의 아버지는 의랑(議郞)을 거쳐 간의대부(諫議大夫)가 되었으며, 방통은 관내후에 추봉되고 260년(경요 3년)에 정후(靖侯)라는 시호를 받았다.

## 특징 - 인물평의 대가
인물 평가를 잘하는 한편 인재 육성에도 힘썼다. 남군공조 시절 매양 타인을 치켜세우는 바가 실제 재주에 비해 과해서 사람들이 이상하게 여기고 그 이유를 묻기에, “천하가 무너지고 아름다운 도리가 황폐화되고 착한 사람은 적고 악한 사람이 많은 이러한 현실 속에서 바야흐로 풍속과 도리를 바로 세우고자 합니다. 고운 말로 칭송하지 않는다면 그 명성이 흠모하며 본뜨기에 부족할 것이고, 흠모하며 본뜨기가 부족하다면 선한 일을 하는 자도 적을 것입니다. 뽑은 열 명 중에 다섯 명은 아니더라도 나머지 다섯 명을 얻어 세상의 교화를 높이고 뜻있는 자로 하여금 스스로 분발하게 할 수 있으니 이 또한 좋은 일이 아니겠습니까?”라 답하였다. 그 명성이 오나라에 퍼졌다.
210년, 남군태수 주유가 숨을 거두었다. 그 시신을 동오로 옮기고 귀환하는데 육적·고소·전종 등 많은 사람들이 오군의 서문인 창문(昌門)에 모여 전송하였다. 방통은 ‘육적은 빠른 발의 힘을 가진 말’이고, 고소는 ‘무거운 짐을 지고 먼 곳까지 갈 수 있는 소’라고 평하였다. 어떤 이가 육적이 더 낫다는 뜻이냐고 물어보자 “말은 빠르더라도 한 사람만을 태울 뿐입니다. 소는 하루에 300리를 가면서 어찌 한 사람의 무게만을 나르겠습니까.”라고 답했다. 전종에 대해서는 ‘베푸는 것을 좋아하고 명성을 흠모하는 것은 여남의 번자소(樊子昭)와 유사하며 비록 지력은 많지 않아도 역시 한 시대의 훌륭한 인물’이라 평하였다. 육적과 고소가 ‘천하가 태평해지면 방통과 더불어 사해의 인사들을 논해보고 싶다’고 했을 정도로 모두와 깊은 친교를 맺고 돌아갔다.

## 평가
방덕공은 방통의 싹을 알아보고 봉추라 칭하였다. 사마휘는 방통과 면담해보고는 "방덕공은 참으로 사람을 알아보는구나. 방통은 실로 훌륭한 덕을 지녔다."라 감탄하였다. 어느 날, 유비가 사마휘에게 세상일에 대한 의견을 구했다. 사마휘는 "저같이 견식이 모자란 유생이 어찌 알겠습니까. 시무를 아는 자가 준걸인데, 근래에는 복룡(伏龍, 숨어있는 용)과 봉추가 있습니다."라 답하였다. 복룡은 제갈량이고 봉추는 방통이다.
방통이 오나라에 있을 때 고소가 “경은 사람을 알아보기로 유명한데, 저와 경을 비교하면 누가 더 낫습니까?”라고 물었다. 방통이 스스로 평하기를, “세속을 도야(陶冶)하고 인물을 품평하는 것은 제가 경만 못합니다. 제왕의 비책을 논하고 의복(倚伏)의 요체를 파악하는 것은 제가 좀 더 나은 것 같습니다.”라고 하였다. 고소가 그 말에 만족해하며 친근히 대했다.
유비가 방통을 뇌양현령에서 면직시키자 노숙이 유비에게 글을 보내 "방사원은 고작 백 리나 다스릴 자가 아닙니다. 치중이나 별가(別駕)를 맡겨야만 비로소 인걸의 재능을 펼칠 수 있습니다." 라 했다. 제갈량도 이에 동의하였다. 제갈량은 ‘방통과 요립은 초 지방의 우수한 인재로서 대대로 전해질 제왕의 사업을 보좌하여 일으킬 수 있는 자들’이라 하기도 하였다.
장존은 본래 방통과 의견이 달랐다. 전사한 방통을 유비가 찬탄하자 장존은 “방통이 비록 충성을 다했던 몹시 아까운 인물이긴 합니다만 천하의 올바른 도리는 어겼습니다.”라고 하였다. 유비는 방통이 살신성인을 이뤘다고 화를 내며 장존을 면직시켰다.
양희는 방통을 ‘미덕과 맑고 고상한 기품이 빛났다. 영명한 군주에게 목숨을 내놓고 가슴에서부터 충정을 발현하였다. 의리와 도덕의 모범이 되어 자신을 희생해 은덕을 갚았다.’고 평하였다. 《삼국지》의 저자 진수는 ‘인물 평가와 경학(經學), 책모가 뛰어나 형주 사람들은 그를 고아하고 준수한 자[高俊]라 했다. 위나라의 신하들과 비교하자면 순욱에 비길 만하다.’고 했다.
부손은 방통(龐統)을 "재지(才智-재주와 지략)가 뛰어난 영웅(英雄-지혜와 재능이 뛰어나고 용맹하여 보통 사람이 하기 어려운 일을 해내는 사람)이지만 기량(器量-사람의 재능과 도량을 아울러 이르는 말)이 불완전(不完全)하다." 말했다.
배송지는 방통과 유비의 연회에서의 일화에 대해 언급하기를, “유장을 습격하는 모책은 도의를 거스르면서 공업을 성취한 것이다. 그것이 비록 방통에게서 나온 것이기는 하나 본래 사악한 방법이므로 내심 꺼림칙하여 즐거운 마음이 절로 그쳤다. 그러던 차에 흥겨워하는 유비의 발언을 듣자 무심결에 말이 튀어나온 것이다. 유비가 술자리를 즐긴 것은 때에 맞지 않으며 남의 불행을 좋아하는 것과 같은데도 자신을 무왕에 견주며 부끄러워하는 낯빛조차 없았다. 이것은 유비의 잘못이지 방통의 과실이 아니다. 방통이 ‘군신이 모두 잘못했다’고 한 것은 아마도 유비에게 전가될 비난을 분담하려한 것이다.”라고 하였다.
배잠론(裴潛論)에서 방통은 학식(學殖)도 뛰어나며 정세를 바라보는 혜안(慧眼) 또한 뛰어나 일찍이 제왕(諸王)을 모실 수 있는 사람으로 분류하였고 변화무쌍(變化無雙)한 전략을 펼칠 수 있는 책사(策士)라 평하였다.

## 사서 외의 이야기

### 세설신어
지인소설 《세설신어》에서는 방통이 영천군까지 2000리를 가 사마휘를 만나는 것으로 실었다. 뽕을 따는 사마휘에게 방통이 수레 안에서 묻기를, “듣건대 장부가 세상에 처해서는 마땅히 금인자수(金印紫綬)를 차야 한다는데, 당신은 어찌하여 넓디넓은 도량을 굽히고 실 잣는 아낙네의 일을 하고 있소이까?” 라고 하였다. 사마휘는 “그대는 마차에서 내리시오. 그대는 부정한 길이 빠른 줄만 알지 길을 잃고 헤매게 될 줄은 모르고 있소. 옛날에 백성자고(伯成子高)는 농지를 갈면서도 제후의 영화를 부러워하지 않았고, 원헌(原憲)은 뽕나무 지도리를 한 가난한 집에 살면서도 관리의 저택과 바꾸지 않았소. 어찌 꼭 화려한 집에 앉아야 하고, 살찐 말을 타야 하고, 수십 명의 시녀가 있어야만 귀하다고 하겠소? 이것이 바로 허유(許由)와 소부(巢父, 소보)가 강개한 바이며, 백이와 숙제가 길게 탄식한 바이오. 여불위가 진나라를 훔쳐 사두마차 천 대의 부를 누렸어도 귀하다고 하기엔 부족하오.” 라고 답했다. 이에 방통이 “저는 변방 구석에서 태어나 대의(大義)를 만나본 적이 드물었습니다. 어마어마하게 큰 종과 뇌고(雷鼓)를 쳐보지 않았더라면, 그 소리가 얼마나 큰지 모를 뻔했습니다.” 라고 했다.

### 삼국지연의
소설 《삼국지연의》에서는 사마휘보다 5살 어린 것으로 설정하였으며 그의 평가도 ‘복룡과 봉추 중 하나만 얻어도 천하를 안정시킬 수 있다’로 수정된다. 적벽 대전 무렵 강동으로 피신해있다가 장간과 함께 위나라로 넘어가 조조를 돕는 척한다. 조조의 수군은 익숙하지 않은 수상 생활로 인해 병사하는 병사가 많았으므로 방통은 배들을 쇠사슬로 연결하고 그 위에 판자를 깔라고 진언한다. 조조는 기뻐하는데 실은 화공의 효과를 극대화하기 위한 연환계(連環計)이다. 이를 알아챈 서서에게는 한수와 마등에 대한 방비를 핑계로 빠져나오라고 조언해준다.
제갈량과 노숙의 추천장은 꺼내지 않은 채 유비와 대면한다. 짙은 눈썹, 들창코, 검은 얼굴, 짧은 구레나룻 등 괴상한 용모로 인해 중용받지 못하고 뇌양현령을 받는다. 부임한 지 100여 일이 지나도록 사무는 전혀 처리하지 않고 술만 마신다. 장비와 손건이 순시하러 왔는데도 숙취가 깨지 않아 일어나 나가지 않는다. 장비가 업무 태만에 대한 벌을 주려하자 반일(半日)도 되지 않아 모든 공무를 끝마친다. 그제야 유비가 반성하며 부군사중랑장(副軍師中郞將)으로 기용해 크게 쓴다.
유비의 입촉을 수행한다. 방통, 장송, 법정은 부성의 연회 자리에서 유장을 암살하라고 권하는데 유비가 듣지 않는다. 방통은 불복하여 위연더러 칼춤을 추면서 기회를 봐 유장을 죽이라 지시하고 다른 무사들도 배치시킨다. 하지만 장임이 칼춤의 상대가 되겠다며 나서고 유봉, 유괴, 냉포, 등현 등도 나오는 통에 유비와 유장이 춤을 중지시킨다. 시간이 흐른 후 양군이 충돌하게 되자 양회와 고패를 유인해 참하고 부수관(涪水關)을 무혈점령한다. 이 축하연 장면에서 방통이 어진 사람에 대해 논했던 일화가 유사한 모습으로 삽입된다.
낙성으로 향하던 차에 마량 편으로 천문의 징조가 좋지 않다는 제갈량의 서신이 도착한다. 방통은 자신이 혼자 큰 공을 세울까 시기한 제갈량이 말을 지어낸 것이라며 간과 뇌가 널브러져 죽더라도 두렵지 않다고 한다.(간뇌도지, 肝腦塗地) 방통과 위연은 좁은 길로, 유비와 황충은 넓은 길로 나누어 진격하기로 한다. 각자 떨어져 출발하는데 타고 있던 말이 나아가지 않아 낙마한다. 유비가 자신의 백마와 바꿔준다. 마침 낙봉파(落鳳坡)에 매복하고 있던 장임 부대의 집중 사격을 맞고 전사한다.

## 가계
- 삼촌 : 방덕공 - 백부인지 숙부인지는 알 수 없다.
- 동생 : 방림
- 아들 : 방굉(龐宏)[24] - 자는 거사(巨師)로 강직하고 대범하며 비평을 잘하였다. 상서령 진지와는 사이가 좋지 않았다. 부릉태수(涪陵―) 재직 중에 죽었다.

## 같이 보기
- 삼국지 인물 목록

## 참고 문헌
- 《삼국지》37권 촉서 제7 방통
- 《삼국지》32권 촉서 제2 선주 유비